# Usja (vattendrag i Belarus, lat 53,57, long 26,37)
Usja (vitryska: Уша) är ett vattendrag i Belarus. Det ligger i den centrala delen av landet, 90 km väster om huvudstaden Minsk.
I omgivningarna runt Usja växer i huvudsak blandskog. Runt Usja är det ganska glesbefolkat, med 27 invånare per kvadratkilometer.